# Arnold Zweig
Arnold Zweig (Gross-Glogau, 10 novembre 1887 – Berlino Est, 26 novembre 1968) è stato uno scrittore tedesco orientale.

## Biografia

### Gli inizi
Nato nel 1887 a Glogau (oggi Głogów in Polonia) nella Slesia prussiana dell’allora Germania imperiale, in una famiglia d’artigiani di origine ebraica con una discreta posizione sociale (il padre Adolf Zweig era mastro sellaio) trasferitasi a Kattowitz (Katowice), qui vi si diplomò nel 1907 ottenendo l'Abitur presso la locale Regia scuola superiore, proseguendo poi i suoi studi interessandosi principalmente germanistica, filosofia, sociologia, storia dell'arte ed economia nazionale presso le Università di Breslavia, Monaco, Berlino, Gottinga, Rostock e Tubinga, venendo influenzato, durante questo periodo, dal neo-kantismo e dalla filosofia di Nietzsche.

### L'esperienza della Grande Guerra

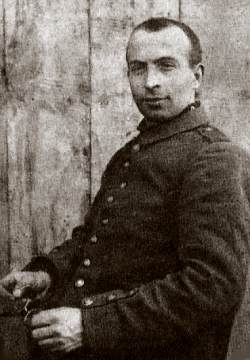
Arnold Zweig a Verdun

Partito volontario il 24 aprile 1915 come soldato semplice nella riserva (Landsturmmann) dell’Esercito tedesco per prendere parte alla prima guerra mondiale, dopo il periodo di addestramento a Cüstrin e dintorni, terminato ad agosto, servì sino all’ottobre 1915 come artiere (Schipper) nel 120º Battaglione mobile di costruzione (mobiler Armierungsbataillon 120), 1ª compagnia, 17ª, poi 18ª squadra (1. Kompanie, 17., später 18. Korporalschaft), in Francia a Lilla, poi nell’Ungheria meridionale di fronte al Danubio per tre settimane fino a dicembre e quindi in Serbia a Semendria (Smederevo), Vranje e Üsküb (Skopje) ad eseguire pesanti lavori stradali, spesso con neve e fango, fino all’aprile 1916, per poi essere inviato nuovamente sul fronte occidentale dinnanzi a Verdun, dove rimase per tredici mesi ai tempi del Censimento degli ebrei mobilitati (Judenzählung) nell’ottobre 1916, fatto che lo segnò profondamente; nel frattempo, il 5 luglio 1916, durante una licenza dal fronte, Zweig sposò a Berlino sua cugina, la pittrice Margarete Beatrice Zweig dal cui matrimonio nacquero due figli, Michael (*Starnberg, 25 luglio 1920) e Adam (*Berlino, 14 ottobre 1924) che vive tuttora in Svizzera.

Trasferito a fine maggio 1917, passò sotto l’egida del tenente (Oberleutnant) Hans Frentz che chiamò a sé autori ed artististi quali Richard Dehmel, Herbert Eulenberg, Magnus Zeller, Karl Schmidt-Rottluff e Arnold Zweig a lavorare presso l'ufficio censura (Buchprüfungsamt) del servizio stampa (Pressabteilung) del quartier generale orientale (Ober Ost), a Bialystok, a Kowno nell'ottobre 1917 e infine a Vilna, dove, nel 1918, partecipa attivamente alla Rivoluzione di novembre e, quale membro del Consiglio dei soldati (Soldatenrat), prende parte alle loro azioni con Bernhard Kellermann e Magnus Zeller. Luoghi dove il laico Zweig entrò in contatto con l'ebraismo orientale, che gli lasciò un'impressione duratura.

### L'esilio, il ritorno e l'attività di scrittore
Costretto ad emigrare per le persecuzioni razziali messe in atto dal nazismo si rifugiò nel 1933 in Palestina. Ritornò in patria solo nel 1948, a Berlino Est, dove divenne presidente dell'Accademia tedesca delle arti e ricevette il Premio Lenin per la pace nel 1958. Influssi delle tematiche sociali e psicologiche si ritrovano già nei suoi scritti giovanili Novellem um Claudia (Claudia), del 1912.
Invece tematiche belliche vengono affrontate nel ciclo Der grosse Krieg der weissen Manner (La grande guerra degli uomini bianchi), 1913-1957, in parecchi volumi.
Fu autore anche di saggi sulla questione ebraica e di opere teatrali: Abigail und Nabal (Abigail e Nabal), del 1913, e Ritualmord in Ungarn (Delitto sacrificale in Ungheria, un dramma documentario suggestionato dal caso Beilis) del 1913, sulla persecuzione antisemita e Austreibung 1744 (La cacciata 1744).
Il suo libro più noto è La questione del sergente Grischa (Der Streit um den Sergeanten Grischa), la storia di come un innocente russo viene preso in trappola dalla macchina della giustizia militare tedesca: il fatto avviene nel 1917 e il protagonista viene fucilato; fa parte di un ciclo di libri da lui scritti sulla base delle esperienze nel primo conflitto mondiale.
Arnold Zweig è stato uno dei più illustri rappresentanti dell'espressionismo tedesco e della Nuova Oggettività. Fu influenzato da Sigmund Freud, Martin Buber e Karl Marx; amico di Bertolt Brecht e Lion Feuchtwanger.

## Opere
- Aufzeichnungen über eine Familie Klopfer, 1911
  - [La famiglia Klopfer, Firenze, Giuntina, 2018].
- Novellen um Claudia, 1912
  - [Claudia, Milano, Mondadori, 1935];
  - [Storie di Claudia, Genova, Marietti, 1991].
- Abigail und Nabal – [Abigail e Nabal], 1912 – tragedia
- Die Bestie, 1914, riscritto e ripubblicato come Westlandsaga, 1952.
- Ritualmord in Ungarn, 1915
  - [Omicidio rituale in Ungheria. Tragedia ebraica in cinque atti], Napoli, Guida, 2008.
- Quartettsatz von Schönberg, 1916 (racconto)
- Judenzählung vor Verdun, 1916
  - [Davanti a Verdun, Milano-Verona, Mondadori, 1937].
- Geschichtenbuch, 1916
- Die Sendung Semaels, 1920 (riscritto da Ritualmord in Ungarn)
- Das ostjüdische Antlitz, 1920 (insieme ad Hermann Struck)
  - [Il volto degli ebrei orientali, parte di Esilio, diaspora, terra promessa. Ebrei tedeschi verso Est, Milano, Mondadori, 1998].
- Gerufene Schatten, 1923
- Frühe Fährten, 1925
- Lessing, Kleist, Büchner, 1925 (saggio)
- Das neue Kanaan, 1925
- Die Umkehr des Abtrünnigen, 1925
- Der Regenbogen, 1926
- Der Spiegel des grossen Kaisers, 1926
- Caliban oder Politik und Leidenschaft, 1926
- Gerufene Schatten, Berlin 1926
- Der Streit um den Sergeanten Grischa,
  - [La questione del sergente Grischa, Milano, Mondadori, 1932 (riedito anche come La questione del sergente Griscia)].
- Juden auf der deutschen Bühne, 1928 (20 caratteri di attori importanti)
- Junge Frau von 1914, 1931
  - [Giovane donna del 1914, Milano, Mondadori, 1936].
- De Vriendt kehrt heim, 1932
  - [Ritorno ai Patriarchi, Milano, Parenti, 1959].
- Die Aufgabe des Judentums, 1933 (con Lion Feuchtwanger)
  - [Il compito degli ebrei, Firenze, Giuntina, 2016]
- Bilanz der deutschen Judenheit. Ein Versuch, 1934
- Erziehung vor Verdun
  - [L'educazione prima di Verdun], 1935
- Einsetzung eines Königs, 1937
  - [La pelle dell'orso, Milano, Mondadori, 1947].
- Versunkene Tage, 1938
- Bonaparte in Jaffa, 1939
- Das Beil von Wandsbek, 1943 – [La scure di Wandsbek, Milano, Feltrinelli,1956 ,Feltrinelli Universale Economica 1964].
- Die Feuerpause, 1954
  - [Tregua d'armi, Milano, Mondadori, 1956].
- Früchtekorb, 1956
- Die Zeit ist reif, 1957
- Traum ist teuer, 1962 – romanzo
- Über Schriftsteller, 1967

## Cinematografia
- Arnold Zweig (film)